# Rózsa Dávid (könyvtáros)
Rózsa Dávid (Budapest, 1982. november 8. –) könyvtáros, bibliográfus, statisztikatörténész, 2018 és 2020 között a Központi Statisztikai Hivatal Könyvtár főigazgatója, 2020 óta az Országos Széchényi Könyvtár főigazgatója. 2020-tól 2023-ig a Magyar Statisztikai Társaság, 2024-től az Országos Közgyűjtemények Szövetsége elnöke.

## Életútja

### Családja
Apai nagyapja Rózsa György (1922–2005) könyvtáros, édesapja Rózsa Gábor (1947) statisztikus, demográfus, édesanyja Farkas Ana ápolónő.

### Tanulmányai
Felső tagozatos és középiskolai tanulmányait a Fazekas Mihály Fővárosi Gyakorló Általános Iskola és Gimnáziumban végezte 1992 és 2000 között. 1997-től 2000-ig minden évben meghívták a Sárváron megrendezett Diákírók és Diákköltők Országos Találkozójára. Az 1999–2000-es tanév Országos Középiskolai Tanulmányi Versenyén nyolcadik helyet ért el történelemből.
2010-ben a Pécsi Tudományegyetemen történelem alapszakos bölcsészdiplomát, majd 2013-ban a Szegedi Tudományegyetemen informatikus könyvtáros mesterdiplomát szerzett.

### Szakmai pályafutása
2010 szeptemberében tájékoztató könyvtárosként kezdte meg szakmai pályafutását a KSH Könyvtár Olvasószolgálati Osztályán. 2012-ben tudományos titkári, 2013 májusában történeti kutatási osztályvezetői megbízást kapott. 2013 novemberétől az intézmény főigazgató-helyettese, emellett 2014 májusától a Kutatástámogató és Statisztikatörténeti Főosztály vezetője volt. 2018. április 1-jével öt évre szóló megbízást kapott a KSH Könyvtár főigazgatói posztjának betöltésére. 2020. március 16. óta az Országos Széchényi Könyvtár főigazgatója.

## Munkássága

### Tevékenysége a KSH Könyvtárban
Olvasószolgálati munkája mellett 2012-ben elindította a Magyar társadalomtudományi hivatkozások adatbázisát. 2013-tól irányította a könyvtár kutatási, kiadási, analitikus feltáró és marketingtevékenységét. A 2014-es Infotér Konferencia e-Festival minőségi különdíját elnyert Népszámlálási digitális adattár (Néda) létrehozása mellett a második világháború előtti országos és fővárosi statisztikai kiadványsorozatok digitalizálását is koordinálta az Arcanum Adatbázis Kft.-vel együttműködésben. 2015-tel kezdődően több intézményközi megállapodást készített elő. 2018-ban a II. kerületi önkormányzattal közösen kezdeményezte egy óvodások könyvtárhasználatát segítő program elindítását.

### Könyvtárügyi tevékenysége

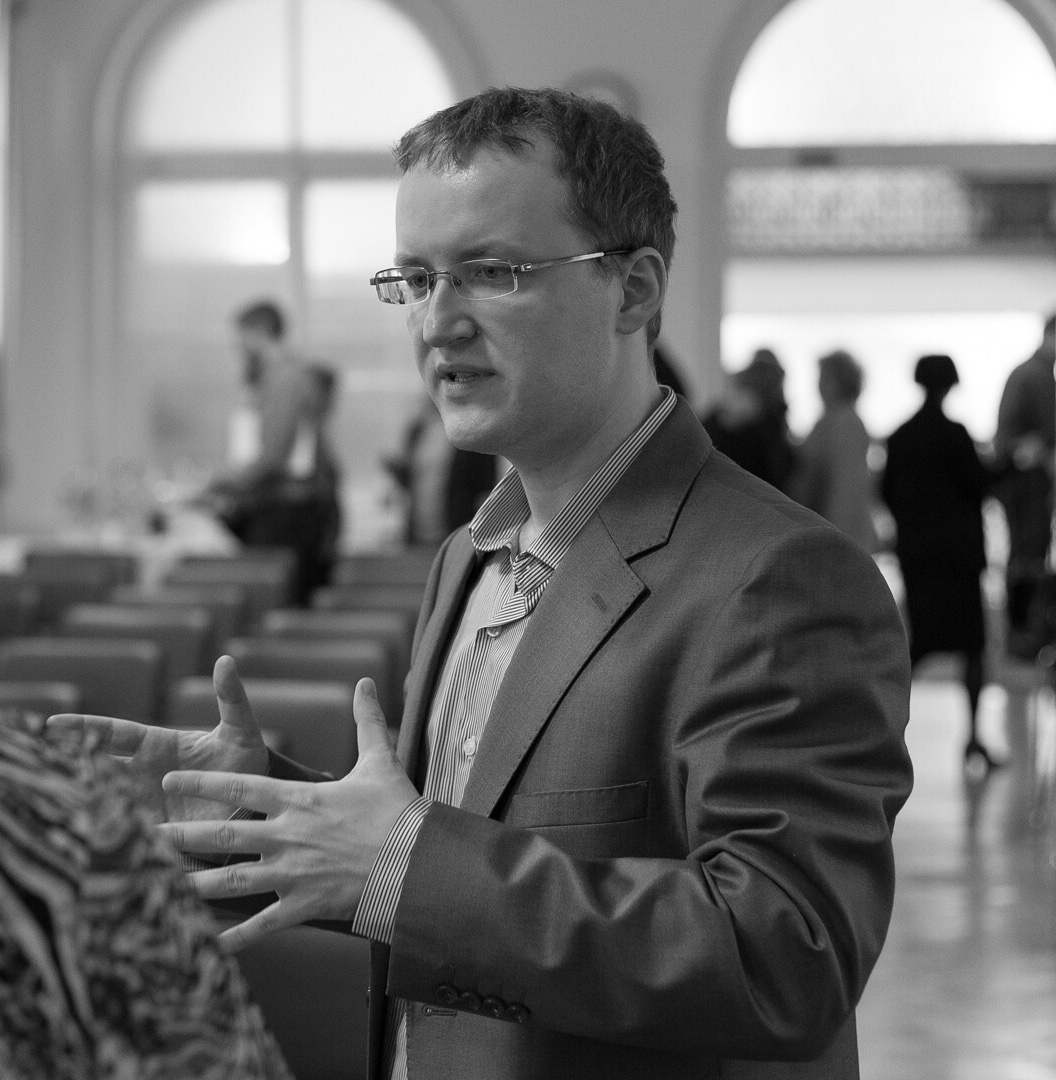
A 2019-es Szakkönyvtári seregszemlén

2016-tól 2019-ig szervezte a tudományos könyvtárak együttműködését elmélyíteni és a tudományos könyvtárügy aktualitásait bemutatni hivatott éves országos konferenciákat, a Szakkönyvtári seregszemléket. 2017 és 2019 között az Emberi Erőforrások Minisztériuma Közgyűjteményi (utóbb Könyvtári és Levéltári) Főosztályának felkérésére az országos könyvtárstatisztikai adatgyűjtés tartalmi megújítását célzó munkálatokat koordinálta. 2018 óta szerepel a kulturális szakértői névjegyzékben. 2018–2019-ben közreműködött az országos szakkönyvtárak stratégiai tervének megalapozásában. 2019 októbere és decembere között Demeter Szilárd miniszteri biztos felkérésére elvégezte az Országos Széchényi Könyvtár könyvtárszakmai tevékenységének átvilágítását.

### Tudományos és ismeretterjesztő tevékenysége
Rendszeresen publikál a statisztikai és a könyvtári szaksajtóban, illetve ad elő konferenciákon és workshopokon, elsősorban a tudományos könyvtárügy, a könyvtárstatisztika, a könyvtár- és a statisztikatörténet kérdéseiről. Szerzőként két könyv, szerkesztőként vagy összeállítóként tíz további kötet (személyi bibliográfia, tanulmánygyűjtemény, kézikönyv, album) fűződik nevéhez. A magyar szakkönyvtári rendszert nemzetközi kontextusban bemutató kötete a téma egyetlen hazai monografikus feldolgozása. A vezetésével elkészült statisztikus-életrajzi lexikon fél évszázad több sikertelen kísérlete után jelent meg, és a nemzetközi szakirodalomban is csak néhány előzménnyel bír. Szerkesztőként jegyzi a trianoni békeszerződés aláírásának századik évfordulója alkalmából megjelent statisztikai térképalbumot, vendégszerkesztőként a Statisztikai Szemle 2020. 6., Magyarország 1920 és 2020 közötti történetét hosszú idősoros elemzéseken keresztül bemutató lapszámát.
Tanulmányait, szakcikkeit eddig többek között a Könyvtári Figyelő, a Közép-európai Könyvtár- és Információtudományi Szemle, a Magyar Könyvszemle, a Statisztikai Szemle és a Tudományos és Műszaki Tájékoztatás, míg ismeretterjesztő írásait az Élet és Tudomány közölte. Könyvrecenziói is megjelentek az Élet és Irodalomban és a Magyar Hírlapban.
2015-ben megalapította és 2017 végéig főszerkesztője volt a Nemzetközi Statisztikai Figyelő című negyedéves elektronikus referáló folyóiratnak. 2019–2020-ban a Statisztikai Szemle könyvrecenziós rovatának szerkesztője.
2009 óta a Wikipédia online enciklopédia önkéntes szerkesztője.

### Oktatói tevékenysége

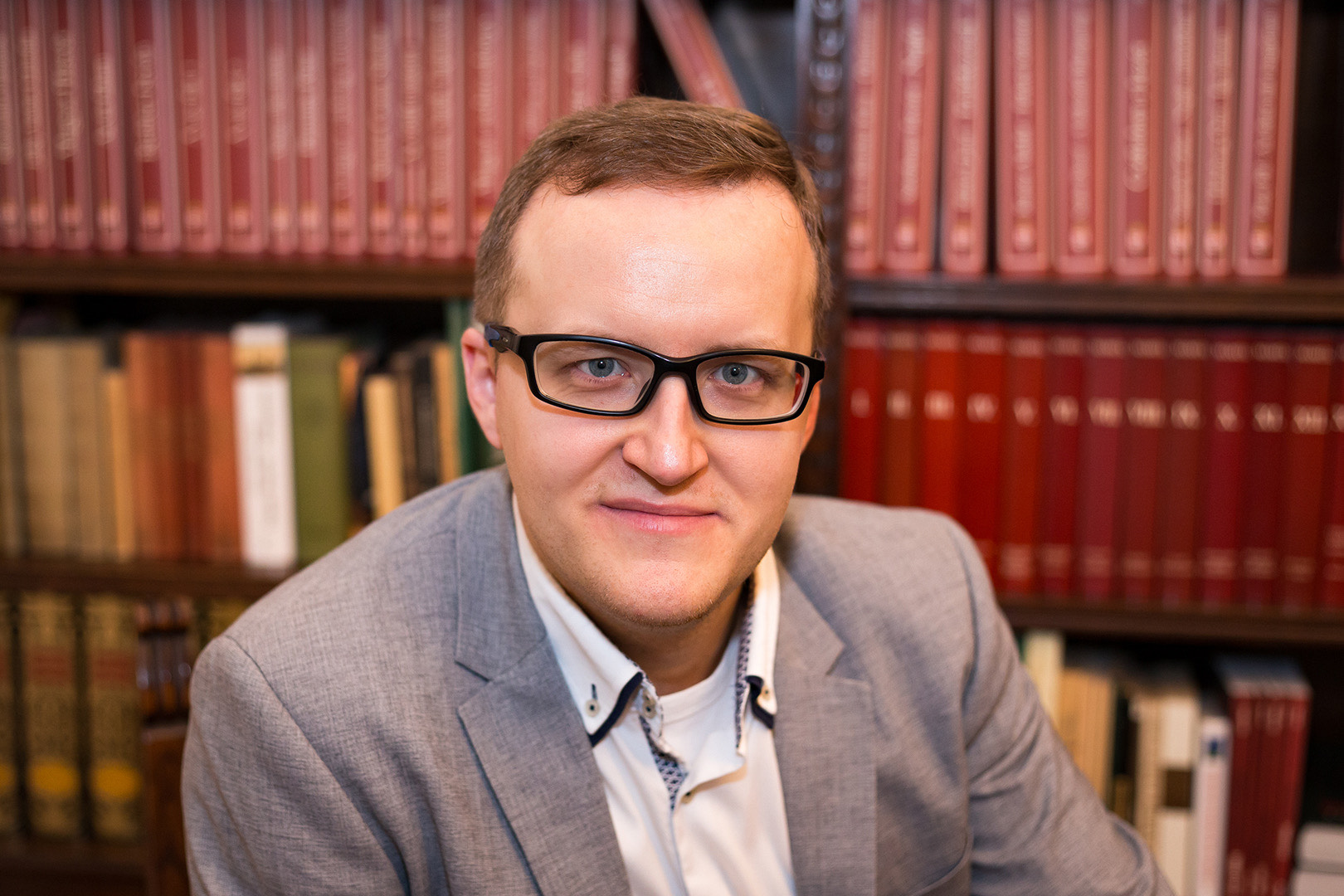
2019 novemberében

2019 óta a Könyvtári Intézet akkreditált programjainak előadójaként részt vesz a felsőfokú könyvtáros-továbbképzésben: 2019–2020-ban a kutatástámogatási és a szaktájékoztatási, 2021-től a vezetőképző kurzus oktatója. 2020-tól az Eötvös Loránd Tudományegyetem Könyvtár- és Információtudományi Intézete Piacgazdaság és könyvtárügy az információs társadalomban című kurzusának egyik meghívott előadója.

## Társasági tagságai

### Szakmai és tudományos szervezeti tagságai
2011-ben lépett be a Magyar Könyvtárosok Egyesületébe, ahol 2012–2013-ban a szervezetfejlesztési munkabizottság, 2019–2020-ban pedig az országos elnökség tagja volt. Emellett 2015 és 2020 között két ciklusban dolgozott az egyesület Társadalomtudományi Szekciójának vezetőségében. Szintén 2011-től a Wikimédia Magyarország Egyesület tagja, amelynek elnökségében 2012 és 2014 között működött. 2012-ben a Magyar Történelmi Társulat és a Magyar Statisztikai Társaság tagja, ez utóbbinak 2016-ban választmányi tagja, a 2020. január 22-én megtartott tisztújító közgyűlésen pedig elnöke lett. 2014-ben a társaság Statisztikatörténeti Szakosztályának vezetőségi tagjává, 2016-ban titkárává, 2017-ben elnökévé választották. 2013-ban bekerült a Magyar Tudományos Akadémia Statisztikai és Jövőkutatási Tudományos Bizottság Statisztikai Tudományos Albizottságába. 2014 és 2017 között a Központi Statisztikai Hivatal és könyvtára delegáltja volt a Magyar Tudományos Művek Tára Programtanácsában, 2016-ban pedig szerepet vállalt a testület szervezeti átalakítását előkészítő munkabizottságban. 2018 óta az Elektronikus Információszolgáltatás Nemzeti Program Programtanácsában az országos szakkönyvtárak és a nemzeti könyvtár képviselője. 2024. december 3-án az Országos Közgyűjtemények Szövetsége elnökségi tagjává, majd elnökévé választották. 2025-től a Nemzeti Kulturális Alap Közgyűjtemények Kollégiumának a szakmai szervezetek által delegált tagja.

### Szerkesztőbizottsági tagságai
2019-től 2022-ig a Könyv, Könyvtár, Könyvtáros, 2019 óta a Statisztikai Szemle szerkesztőbizottságának tagja.

## Díjai, elismerései
2001-ben volt iskolája Fazekas Mihály-érdeméremmel tüntette ki. 2016-ban elnyerte a Magyar Könyvtárosok Egyesülete és a Kovács Máté Alapítvány közös elismerését, Az Év Fiatal Könyvtárosa díj különdíját. 2020-ban „a statisztika területén végzett munkássága elismeréseként” Gulyás Gergely Miniszterelnökséget vezető miniszter Fényes Elek-díjat adományozott számára.

## Főbb művei

### Monográfiák
- Legvégül a tópart. (Ön)életrajz két kézre. MTA Könyvtár és Információs Központ – KSH Könyvtár, Budapest, 2015. 262 o. (Rózsa Györggyel)
- Szakkönyvtár a holnap határán. KSH Könyvtár, Budapest, 2018. 236 o.

### Szerkesztett, összeállított kötetek
- Vukovich György (1929–2007) műveinek válogatott bibliográfiája. KSH Könyvtár, Budapest, 2012. (Nagy magyar statisztikusok, 26.) 66 o. (összeáll.)
- Portrék a magyar statisztika és népességtudomány történetéből. Életrajzi lexikon a XVI. századtól napjainkig. KSH Könyvtár, Budapest, 2014. (A statisztika történetei, 1.) 807 o. (főszerk.)
- A számontartott nemzet. A Trianon előtti és utáni évtizedek Magyarországa statisztikai térképeken. KSH – KSH Könyvtár, Budapest, 2020. (szerk.; Rovács Barnával)

### Tanulmányok
- Másfél évszázad – élő örökség. Mérföldkövek a Központi Statisztikai Hivatal könyvtárának történetében. Tudományos és Műszaki Tájékoztatás, 2013. 10. sz. 411–420. o.
- A statisztika és a digitális átállás. Tudományos és Műszaki Tájékoztatás, 2013. 2. sz. 47–65. o. (Kalmár Csillával és Lencsés Ákossal)
- Az ország és népe: a magyar (állam)leíró statisztika Bél Mátyástól Fényes Elek koráig. In Fényes Elektől az európai statisztikai rendszerekig. Tanulmánykötet. Szerk.: Polónyi Katalin. Magyar Statisztikai Társaság – Partiumi Területi Kutatások Intézete, Budapest, 2016. 38–57. o.
- Hágától Washingtonig – A magyar hivatalos statisztika kapcsolatai a nemzetközi szervezetekkel a kezdetektől 1947-ig. Statisztikai Szemle, 2017. 11–12. sz. 1067–1081. o.
- Multidiszciplináris eljárás a kábítószer-fogyasztás mérésére: a szennyvízelemzésen alapuló drogepidemiológia. Nemzetközi vizsgálatok és adatok. Statisztikai Szemle, 2017. 7. sz. 692–725. o.